# Ariel (navn)
 For alternative betydninger, se Ariel. (Se også artikler, som begynder med Ariel)
Ariel er et hebraisk navn, der betyder "Guds løve". Det bruges både som drenge- og pigenavn.
Ariel er mest almindeligt som drengenavn. Også i Danmark har navnet mest været et drengenavn, men det bruges også som pigenavn